# 奈良県道210号御園平田線
奈良県道210号御園平田線（ならけんどう210ごう みそのひらたせん）は、奈良県高市郡明日香村を通る一般県道である。

## 概要
高市郡明日香村大字御園から高市郡明日香村大字平田に至る。
高松塚古墳と近鉄吉野線 飛鳥駅を結ぶアクセス路を担っている。

### 路線データ
- 起点：高市郡明日香村大字御園（高松塚古墳前）
- 終点：高市郡明日香村大字平田（国道169号交点）

## 地理

### 通過する自治体
- 奈良県
  - 高市郡明日香村

### 交差する道路
| 交差する道路            | 交差する場所 | 交差する場所 |
| ----------------------- | ------------ | ------------ |
| 奈良県道209号野口平田線 | 大字御園     |              |
| 国道169号               | 大字平田     | 終点         |

### 沿線
- 高松塚古墳
- 飛鳥歴史公園
- 道の駅飛鳥
- 近鉄吉野線 飛鳥駅